# Kristine Nitzsche
Kristine Nitzsche (née le 1er juin 1959 à Leipzig) est une athlète allemande, spécialiste des épreuves combinées. 
Représentant la République démocratique allemande, elle remporte la médaille d'or du saut en hauteur lors des championnats d'Europe juniors de 1977, et la médaille de bronze du pentathlon lors des championnats d'Europe 1978, à Prague.
Son record personnel au saut en hauteur, établi en 1979 à Schielleiten, est d'1,95 m.